# 南けんじ
南 けんじ（みなみ けんじ、本名：土戸利夫、1924年 - 1997年12月16日）は、漫談家。長男はマジシャンの藤山新太郎。旧芸名は「南賢児」。

## 人物と芸風
東京都世田谷区に生まれ、演芸好きの父に連れられ寄席にかよった。従軍中には余興で様々な芸を披露した。
復員後の1945年、人見明率いるボーイズ「人見明とスイングボーイズ」に加わり、浅草花月劇場にて正式初高座。
その後も歌謡ショーの専属司会者を経て、相方を替えながら、歌謡漫才(流行歌の替え歌を織り混ぜた漫才)を続けたが大成せず、1974年よりピンの漫談家に転向した。
1991年に大腸癌を発病、入退院を繰り返しながら高座を勤めた。晩年は肺にも転移するなど、悲惨な状況でも浅草や名古屋の大須演芸場などの高座に上がり、かつての司会者時代の思い出話を織り混ぜたネタや、病気をテーマにした自虐ネタを口演していた。
ビートたけしの無名時代に面倒を見ていたことでも知られ、度々『ビートたけしのオールナイトニッポン』でエピソードのネタにされたり、たけしの小説『漫才病棟』にも登場した。
その面倒見の良さから、若手芸人たちに、頭が大きなことから『頭(あたま)ケンの師匠』と呼ばれて慕われた。
著書に『ビートたけしのへその緒』（潮出版社、1994年 光森忠勝 聞き書き。帯の推薦文はビートたけし）がある。

## 著書
- 『ビートたけしのへその緒』(1994年、南けんじ 著、光森忠勝 聞き書き、潮出版社、ISBN 9784267013614)